# Vladimír Drha
Vladimír Drha (Praga, 7 de maig de 1944 – 21 de juny de 2017)) va ser un guionista i director de cinema i televisió txec. Des del seu absolutorium de la FAMU de Praga, ha estat un dels principals productors de cinema i televisió txecs.

## Filmografia

### Cinema
- 1979 Jak rodí chlap
- 1981 Dneska přišel nový kluk
- 1983 Radostné události
- 1984 Holka na krátkou trať
- 1985 Do zubů a do srdíčka
- 1985 Mezek
- 1987 Citlivá místa
- 1988 Dotyky
- 1989 Jestřábí moudrost
- 1989 Muka obraznosti
- 1991 Senoseč
- 1992 The best of Večírek
- 1993 Ravele
- 1997 O perlové panně
- 1999 Početí mého mladšího bratra
- 1999 Velká pardubická koňská opera
- 2000 Začátek světa ...
- 2008 Anglické jahody

### Televisió
- 1991 Jonáš, Melicharová a pavilon
- 1993 Prosté krutosti
- 1996 O třech rytířích, krásné panně a lněné kytli
- 1996 Čarodějné námluvy
- 1996–1998 Detektiv Martin Tomsa (seriál, 2 díly)
- 1997 O princezně, která nesměla na slunce
- 1998 Stříbrný a Ryšavec
- 1998 Vykání psovi
- 2003 Když chcípne pes
- 2003 Nadměrné maličkosti – Bahno
- 2006 O malíři Adamovi
- 2007 Velmi křehké vztahy (TV seriál)